# بي سي (لغة البرمجة)
بي سي أو bc ، بالنسبة للآلة الحاسبة الأساسية (التي يشار إليها غالبًا باسم الحاسبة البدلاء)، هي «لغة حاسبة تعسفية الدقة» مع بناء جملة مماثل للغة البرمجة سي. عادةً ما يتم استخدام bc كلغة برمجة نصية رياضية أو كقضية رياضية تفاعلية.

## نظرة عامة
استخدام تفاعلي نموذجي هو كتابة الأمر bc في موجه أوامر يونكس وإدخال تعبير رياضي، مثل (1 + 3) * 2 ، عندها 8 سيتم الإخراج. على الرغم من أن bc يمكن أن تعمل بدقة تعسفية، إلا أنها في الواقع تخلت عن صفر أرقام بعد العلامة العشرية، وبالتالي فإن التعبير 2/3 غلة 0 . هذا يمكن أن مفاجأة المستخدمين قبل الميلاد الجديدة غير مدركين لهذه الحقيقة. -l خيار bc يحدد المقياس الافتراضي (الأرقام بعد العلامة العشرية) إلى 20 ويضيف العديد من الوظائف الرياضية الإضافية إلى اللغة.

## التاريخ
ظهرت نسخة bc لأول مرة في الإصدار 6 يونكس في عام 1975 وكتبها روبرت موريس ولوريندا شيري من مختبرات بيل. وسبق bc العاصمة، آلة حاسبة تعسفية الدقة في وقت سابق كتبه نفس المؤلفين. يمكن أن تقوم dc بإجراء حسابات الدقة التعسفية، ولكن بناء جملة الرموز البولندية (RPN) العكسية غير مريح للمستخدمين، وبالتالي تمت كتابة bc كواجهة أمامية إلى dc. وكان قبل الميلاد بسيط جدا مترجم (واحد ياك الملف المصدر مع بضع مئات من خطوط)، التي حولت، C تشبه، في بناء الجملة قبل الميلاد الجديد في العاصمة ل تدوين لواحق والأنابيب النتائج من خلال العاصمة.
المكتبة القياسية bc 
| bc     | وظيفة              | وصف                                   |
| ------ | ------------------ | ------------------------------------- |
| s(x)   | جيب                | يأخذ x ، زاوية بالراديان              |
| c(x)   | جيب التمام         | يأخذ x ، زاوية بالراديان              |
| a(x)   | قوس الظل           | إرجاع راديان                          |
| l(x)   | اللوغاريتم الطبيعي |                                       |
| e(x)   | وظيفة الأس         |                                       |
| j(n,x) | وظيفة بسل          | إرجاع ترتيب-كانليتي ن وظيفة بسل من س. |

## أنظر أيضا
- دي سي لغة البرمجة
- سي لغة البرمجة
- هوس لغة البرمجة